# Rexy Mainaky
Rexy Ronald Mainaky (Ternate, 9 de março de 1968) é um jogador de badminton indonésio, campeão olímpico, especialista em duplas.

## Carreira
Rexy Mainaky representou seu país nos Jogos Olímpicos de Verão de 1992 a 2000, conquistando a medalha de ouro, nas duplas em 1996, com a parceria de Ricky Subagja.